# Nocloa beata
Nocloa beata là một loài bướm đêm trong họ Noctuidae.